# Laluenga
Laluenga ist eine nordspanische Gemeinde (municipio) mit 207 Einwohnern (Stand: 2024) im Westen der Provinz Huesca in der Autonomen Region Aragonien.

## Lage und Klima
Laluenga liegt etwas südlich der Sierra de la Carrodilla etwa 29 Kilometer (Fahrtstrecke) südöstlich der Provinzhauptstadt Huesca in einer durchschnittlichen Höhe von etwa 480 m. Durch die Gemeinde führt der Canal de Cinca. Das Klima ist warm und gemäßigt (die Winter sind relativ kalt, die Sommer heiß); Regen (ca. 570 mm/Jahr) fällt übers Jahr verteilt.

## Bevölkerungsentwicklung
| 1910 | 1930 | 1950 | 1970 | 1991 | 2001 | 2011 | 2020 |
| ---- | ---- | ---- | ---- | ---- | ---- | ---- | ---- |
| 808  | 701  | 546  | 372  | 285  | 268  | 223  | 191  |

## Wirtschaft
Vorherrschend sind Ackerbau (mit künstlicher Bewässerung) und Viehzucht.